# Genrich Altshuller
Genrich Altshuller (în rusă Генрих Саулович Альтшуллер, transliterat: Ghenrih Saulovici Altșuller; n. 15 octombrie 1926, Toshkent, Republica Sovietică Socialistă Uzbecă, URSS – d. 24 septembrie 1998, Petrozavodsk, Republica Carelia, Rusia) a fost un scriitor rus și sovietic, inginer și inventator. A fost soțul scriitoarei Valentina Juravliova. În 1995, a primit premiul Aleksandr Beleaev. A publicat literatură științifico-fantastică sub pseudonimul Генрих Альтов (română: G. Altov). Este autorul teoriei TRIZ (în rusă теория решения изобретательских задач, transliterat: teoriia reșeniia izobretatelskih zadaci, în traducere „Teoria rezolvării inventive a problemelor”).

## Traduceri în limba română
- Balada stelelor, împreună cu Valentina Juravliova, CPSF 211-214
- Balada stelelor, împreună cu Valentina Juravliova, Editura Credo Press, 1994
- Zvăpăiații, traducere Igor Block, în Formula nemuririi, Editura Tineretului, Colecția SF, 1967
- Legendele căpitanilor stelari (Легенды о звёздных капитанах), traducere Igor Block, Colecția SF, Editura Tineretului, 1962.
- „Proiectantul principal”, ficțiune scurtă, în colecția de povestiri Cronici microelectronice (traducere a povestirii Генеральный конструктор din 1961).

## Legături externe
- Full Biography
- Genrikh Altov la Internet Speculative Fiction Database
- M. S. Rubin, president of MATRIZ. (15 octombrie 2003). „Сегодня в Петрозаводске состоится открытие Мемориальной доски автору ТРИЗ, писателю-фантасту Генриху Сауловичу Альтшуллеру” [Today in Petrozavodsk will hold an inauguration a memorial plaque in honour of Genrikh Saulovich Altshuller, the author of TRIZ and the science fiction writer.] (în Russian). Press Service of the Government of the Republic of Karelia. Accesat în 15 aprilie 2013.